# Explozia submarinului Kursk
La 12 august 2000, submarinul rusesc de clasă Oscar II Kursk s-a scufundat în Marea Barents în urma unei explozii. Ancheta a arătat că explozia a fost cauzată de o scurgere de apă oxigenată într-o torpilă, iar explozia a făcut ca submarinul să se lovească de fundul mării, ceea ce a declanșat detonarea altor torpile după circa două minute. A doua explozie a fost echivalentă cu circa 2-3 tone de TNT, suficient de mare pentru a fi înregistrată pe seismografele din Europa de Nord.
În pofida unei tentative de salvare efectuate de echipe britanice și norvegiene, mult întârziată din cauza refuzului rușilor de a le permite accesul, toți cei 118 marinari și ofițeri de la bordul lui Kursk au murit. Un an mai târziu, o echipă olandeză a recuperat epava și toate cadavrele, care au fost înmormântate în Rusia.